# Струнный квартет № 9 (Шостакович)
Струнный квартет № 9 Ми-бемоль мажор, соч. 117, струнный квартет Дмитрия Шостаковича, написанный в 1964 году и посвящённый жене Ирине Антоновне Шостакович, на которой композитор женился в 1962 году.

## Исполнение квартета
Первое исполнение Девятого струнного квартета состоялось в Москве 20 ноября 1964 года, музыкантами Квартета имени Бетховена.

## Строение квартета
Квартет состоит из пяти частей:
- 1. Moderato con moto
- 2. Adagio
- 3. Allegretto
- 4. Adagio
- 5. Allegro